# 7469 Krikalev
7469 Krikalev è un asteroide della fascia principale. Scoperto nel 1990, presenta un'orbita caratterizzata da un semiasse maggiore pari a 3,0567526 UA e da un'eccentricità di 0,1084344, inclinata di 7,77498° rispetto all'eclittica.